# Elise Boulding
Elise Marie Boulding, född Biorn-Hansen 1920 i Oslo, död den 24 juni 2010, i USA, var en amerikansk kväkare, sociolog och författare som anses ha bidragit till att skapa den största delen av den ekonomiska disciplinen av freds- och konfliktstudier. Hennes holistiska, flerdimensionella syn på fredsforskning gör henne till en viktig lärare och aktivist på flera områden. Hon har producerat alster i flera årtionden och sträcker sig från diskussionen om att familjen skulle vara en grund för fred, till kväkarandlighet, till att återuppfinna den internationella globala kulturen. Speciellt anmärkningsvärd är hennes betoning av kvinnor och familjen i fredsprocessen.

## Biografi
Boulding var dotter till ingenjör Joseph Hansen och sjuksköterskan Birgit Biorn. Familjen flyttade till New Jersey USA när hon fortfarande var ett spädbarn. Hon och hennes familj påverkades mycket av andra världskrigets utbrott och nazisternas ockupation av Norge. Hon blev härefter övertygad om att våld inte var en lösning på världens problem och att det var ett problem som omfattade hela jorden. Hon blev under unga år aktivist i antikrigsrörelsen och medlem i kväkarrörelsen. Det var på ett kväkarmöte hon träffade sin blivande man Kenneth Boulding (1910–1993), en engelsk ekonom som samarbetade mycket med henne i hennes fredsarbete.
Paret skaffade fem barn och Elise Boulding blev hemmafru. Hennes arbeten kom att spegla hennes syn på kvinnan, barnen och familjen i fredsprocessen. Hon trodde starkt på kärnfamiljen, speciellt kvinnans roll inom den som en avgörande del av den globala fredsrörelsen. Efter att ha arbetat på Iowa State College, där hon avlade magisterexamen i sociologi, och på University of Colorado i Boulder bjöds hon och Kenneth in för att bli Scholars in Residence på Dartmouth College. Medan hon bevistade Dartmouth utvecklade hon landets första fredsstudieprogram där.

### Fredsaktivist
Boulding var en aktiv medlem i det Demokratiska partiet, men från 1966 ansåg hon att partiet inte tillräckligt skarpt kritiserade Vietnamkriget. Hon fick igång en debatt inom partiet med krav på:
1. En plan för att snabbt dra tillbaka alla utländska trupper från Vietnam och att det vietnamesiska folket hade rätt att själva bestämma sin politiska framtid.
2. Att den amerikanska regeringen skulle överge sin position som supermakt över hela världen.
3. Ett långsiktigt program för att på fredlig väg lösa konflikter och lyssna på alla parters behov, inklusive Kina.
4. Krafttag för att avskaffa fattigdom och diskriminering inom USA och möjliggöra för alla världens medborgare att utveckla sin potential.

Boulding har innehaft flera ledande funktioner i freds- och rättviseorganisationer genom livet, från att ha suttit styrelsen för Women’s International League for Peace and Freedom till att ha skapat International Peace Research Association till att ha arbetat i England genom Unesco och University of the United Nations. Hon gav ut mer än 14 böcker och fick flera priser för sitt arbete för freden. Hon bodde sista åren i Needham i Massachusetts.